# Axel Jehrlander

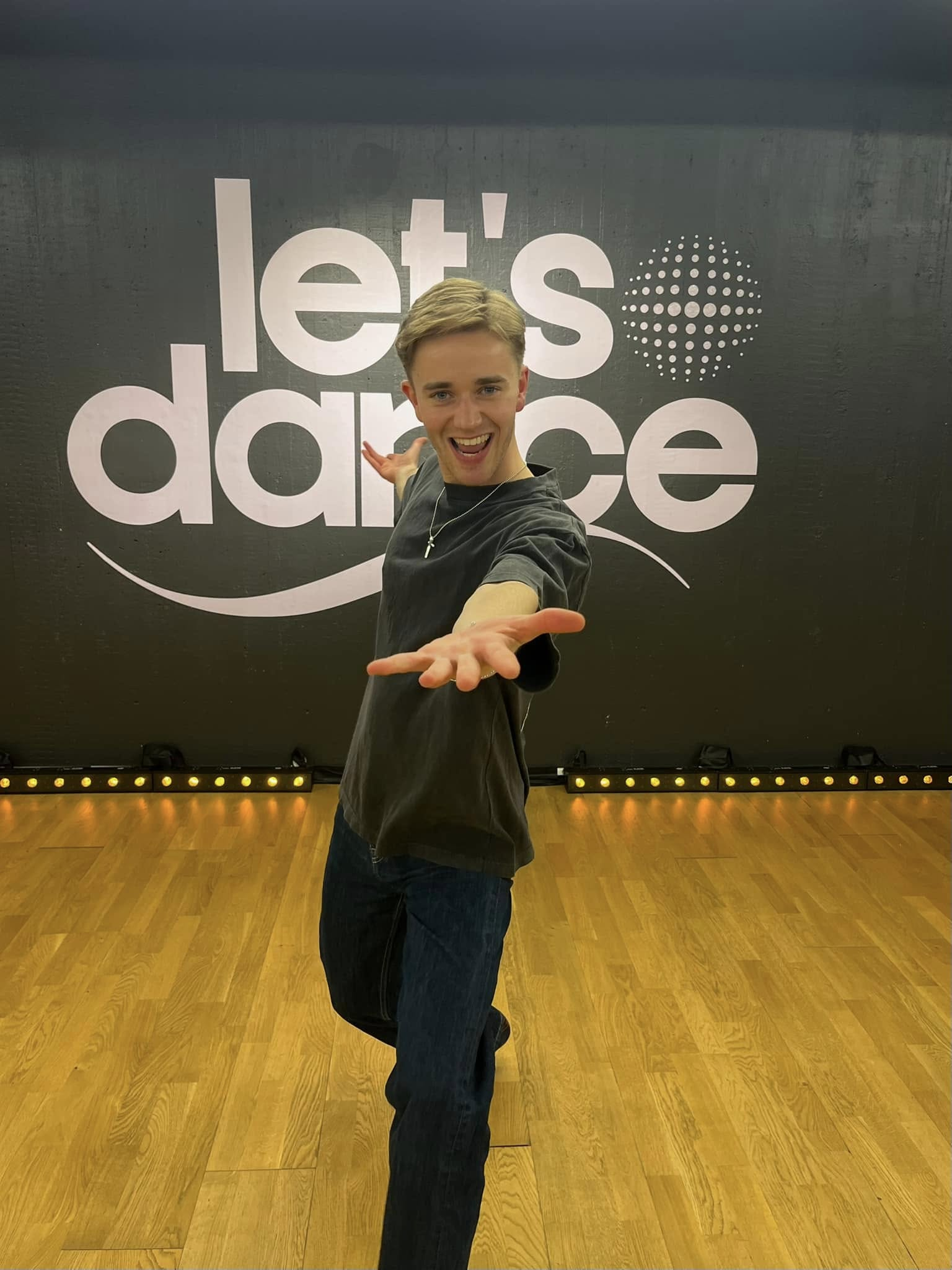
Axel Jehrlander, våren 2025, proffsdansare i Lets Dance

Axel Carl Hugo Jehrlander, född 16 januari 2001, är en svensk professionell dansare.

## Biografi och karriär
Jehrlander har under många år tävlat inom pardans och sedan år 2014 är han en del av det svenska landslaget som specialiserar sig på grenarna standard, latin och tiodans. Han har därefter representerat Sverige i många EM- och VM-tävlingar, detta i helt olika åldersklasser. Han har utöver detta vunnit tio stycken junior SM-guld och blivit regerande svensk mästare i tiodans, samt är utbildad tränare i tiodans. Han har två danspartners inom tio- och tävlingsdans,  Ines Maria Ștefănescu och Filippa Strand.
Från och med våren 2025 medverkar Jehrlander som  proffsdansarna, i TV-programmet Let's Dances nittonde säsong på TV4. Han är danspartner åt programledaren, radioprataren tillika sångerskan Arantxa Alvarez som tävlade under säsongens andra kvalprogram.